# Pholcus lingulatus
Pholcus lingulatus is een spinnensoort uit de familie trilspinnen (Pholcidae). De soort komt voor in China.